# Sierociniec (film)
Sierociniec (hiszp. El orfanato) – hiszpański horror z 2007 roku w reżyserii Juana Antonia Bayony. Film został wyselekcjonowany jako oficjalny hiszpański kandydat do Oscara w kategorii najlepszy film nieanglojęzyczny, ale ostatecznie nie uzyskał nominacji.
Dozwolony od 16 lat.

## Obsada
- Belén Rueda – Laura
- Fernando Cayo – Carlos
- Roger Príncep – Simón
- Mabel Rivera – Pilar
- Andrés Gertrúdix – Enrique
- Edgar Vivar – Balaban
- Carmen López – Alicia
- Montserrat Carulla – Benigna
- Óscar Casas – Tomás
- Óscar Lara – Guillermo
- Alejandro Campos – Víctor
- Georgina Avellaneda – Rita
- Carla Gordillo Alicia – Martín
- Blanca Martínez – Kobieta z grupy zajęciowej
- Enric Arquimbau – Terapeuta
- Geraldine Chaplin – Aurora

## Fabuła
Laura jest 37-letnią kobietą, która powraca z rodziną do sierocińca, gdzie wychowywała się, z zamiarem otwarcia tu domu dla dzieci niepełnosprawnych. Wkrótce mały Simón, 7-letni adoptowany syn Laury, zaczyna snuć nieprawdopodobne opowieści i wymyślać nie do końca niewinne zabawy. Wszystko to zaczyna niepokoić Laurę, wciągając ją w dziecięcy świat jej syna, a zarazem przywołując dawno zapomniane wspomnienia z dzieciństwa. Nadchodzi dzień otwarcia ośrodka, a sytuacja w domu staje się coraz bardziej napięta. Mąż Laury, Carlos, w ogóle nie wierzy w to, co się dzieje, mówi, że Simón to wszystko zmyślił, by zwrócić na siebie uwagę. Laura zaś coraz bardziej jest przekonana, że coś przerażającego i dawno wyrzuconego z pamięci się tu kryje. Seria nieoczekiwanych zdarzeń zobowiązuje Laurę do wyszukiwania w tragicznej historii tego domu czegoś, czego była świadkiem jako młoda dziewczyna.